# هایدی سوئدبرگ
هایدی سوئدبرگ (انگلیسی: Heidi Swedberg؛ زادهٔ ۳ مارس ۱۹۶۶) یک هنرپیشه و موسیقی‌دان اهل ایالات متحده آمریکا است. وی از سال ۱۹۸۹ میلادی تاکنون مشغول فعالیت بوده‌است.

## گزیدهٔ آثار

### سینما
- سنجاقک (۲۰۰۲)
- ماجراجویی کهکشانی (۱۹۹۹)
- پلیس کودکستان (۱۹۹۰)
- در کشور (۱۹۸۹)

### تلویزیون
- استخوان‌ها (۲۰۰۸)
- بکر (۲۰۰۳)
- بخش فوریت‌های پزشکی (۲۰۰۲)
- ساینفلد (۱۹۹۲)